# Umzinyathi
Umzinyathi (officieel Umzinyathi District Municipality) is een district in Zuid-Afrika.
Umzinyathi ligt in de provincie KwaZoeloe-Natal en telt 510.838 inwoners.

## Gemeenten in het district[4]
- Endumeni
- Msinga
- Nquthu
- Umvoti